# Fritz Schäffer (polityk)
Friedrich „Fritz” Hermann Schäffer (ur. 12 maja 1888 w Monachium, zm. 29 marca 1967 w Berchtesgaden) – niemiecki polityk i urzędnik, minister finansów Bawarii (1931-1933), pierwszy powojenny premier Bawarii (1945), minister finansów RFN (1949-1957), minister sprawiedliwości (1957-1961).

## Życiorys
Urodził się w rodzinie dyrektora monachijskiej poczty, Gottfrieda Schäffera (1849–1911) i Amalii Mayr (1854–1919). Ukończył szkołę powszechną w Ingolstadt, a następnie gimnazjum realne w Neuburg an der Donau. Po maturze w 1907 roku rozpoczął studia prawnicze w Monachium, które ukończył w 1914 roku. W latach 1915–1917 walczył na froncie I wojny światowej. Od 1917 roku najpierw referent w bawarskim ministerstwie spraw wewnętrznych, a następnie do 1920 roku radca rządowy w ministerstwie kultury.
W 1920 roku wstąpił do Bawarskiej Partii Ludowej (BVP) i w tym samym roku uzyskał mandat deputowanego do Landtagu Bawarii. W 1929 został przewodniczącym BVP, a w 1931 stanął na czele bawarskiego ministerstwa finansów.
Po objęciu władzy przez nazistów w 1933 roku został pozbawiony wszystkich funkcji publicznych. Następnie praktykował jako adwokat w Monachium, był wielokrotnie aresztowany. Po zamachu z 20 lipca 1944 osadzono go w obozie koncentracyjnym w Dachau.
Amerykańskie władze okupacyjne wysunęły kandydaturę Schäffera na premiera rządu landowego w Bawarii, objął tę funkcję 28 maja 1945 roku, w tym samym roku brał udział w powołaniu partii CSU.
W 1949 roku zdobył mandat do Bundestagu, a 20 września tego samego roku został powołany na ministra finansów w I rządzie Konrada Adenauera. Utrzymał tę funkcję także w II rządzie. Po wyborach w 1957 roku został powołany na stanowisko ministra sprawiedliwości w III rządzie Adenauera. W 1961 roku wycofał się z aktywnej polityki i zajął się doradztwem w sektorze bankowym w Bayerische Vereinsbank i ubezpieczeniowym przedsiębiorstwie Allianz.
Fritz Schäffer zmarł w Berchtesgaden w wieku 79 lat.

## Życie prywatne
W 1917 roku Schäffer zawarł związek małżeński z Else Dyroff (1894–1972). Para miała czworo dzieci, syna Waltera (ur. 1922), który zginął na froncie II wojny światowej oraz trzy córki: Gerdę (1918–2003), Elisabeth (1924–1976) i Fridrun (1925– 2015).